# Мариота, Маркус
Маркус Ардел Таулауни Мариота (англ. Marcus Ardel Taulauniu Mariota, род. 30 октября 1993, Гонолулу) — американский игрок в американский футбол, выступавший за клуб Национальной футбольной лиги «Теннесси Тайтенс», сейчас выступает за клуб Национальной футбольной лиги «Лас-Вегас Рэйдерс». На студенческом уровне выступал за команду Орегонского университета «Орегон Дакс». В 2014 году вместе с «Дакс» дошёл до финала национального чемпионата, где уступил команде «Огайо Стэйт». За свою игру был удостоен Хайсман Трофи, став первым спортсменом, родившимся на Гавайях, завоевавшим эту награду. На драфте НФЛ 2015 года был выбран под вторым общим номером клубом «Теннесси Тайтенс».

## Профессиональная карьера
Мариота был выбран на драфте НФЛ 2015 года под вторым общим номером клубом «Теннесси Тайтенс». В мае 2015 года футболка с его фамилией стала самой продаваемой среди игроков НФЛ и он превзошёл по этому показателю и первого номера драфта Джеймиса Уинстона и победителя прошедшего Супербоула Тома Брэди, которые заняли второе и третье места соответственно. Сам Маркус так прокомментировал данное достижение: «Это невероятно, это такая честь».
Официально Мариота подписал контракт с «Тайтанс» 21 июля 2015 года, став последним из игроков, выбранным в первом раунде прошедшего драфта, подписавшим контракт.